# Urceola malayana
Urceola malayana är en oleanderväxtart som beskrevs av D.J. Middleton. Urceola malayana ingår i släktet Urceola och familjen oleanderväxter. Inga underarter finns listade i Catalogue of Life.